# コスモグラフィック
株式会社コスモグラフィックは、コンピューターを駆使した写真製版作りやDTPを手がける製版会社。共同印刷の完全子会社。

## 概要
1983年4月1日、名古屋市にて設立。初代代表取締役社長は柴田和徳。名古屋に本拠を置きつつ北海道にも進出、苫小牧に北海道事業部、並びに札幌支店を開設している。
2006年10月2日、共同印刷の完全子会社となる。2008年3月、本社を名古屋から東京に移転。

## 主な拠点
- 本社 - 東京都文京区小石川4丁目14番24号
- 小石川製造本部 - 東京都文京区小石川4丁目14番12号
- 苫小牧製造本部 - 北海道苫小牧市明野元町2丁目21番2号

## 業務内容
DTP
100台のパソコンを駆使して、24時間体制で、注文に対応する。trueflow・AVANAS により、CTPデータ出力にも対応する。
コミックコンテンツ制作
紙媒体の漫画からWebコンテンツまで、二次利用可能なデータの作成する。
開発業務
自動組版のシステム開発やデータベース構築、そしてウェブシステムなど、個々のケースに合ったシステムを提供する。
イメージプロセシング
合成やレタッチ等の加工などを行い、完成度の高い画像をご提供する。
その他
弊社関連部門のワークフロー多様化により、DTPからオンデマンドへの連結も実現。BtoBはもとよりBtoCへの対応も実現し、小ロットオンデマンドでも確かな信頼を築く。

## 沿革
- 1983年4月1日 - 名古屋市にて株式会社コスモグラフィックが設立。代表取締役に柴田和徳が就任[2][3]。
- 2003年5月 - 恵庭開発株式会社が設立。当社代表取締役の柴田和徳が、恵庭開発の代表取締役に就任する[3]。
- 2006年10月2日 - 共同印刷の完全子会社となる[2]。柴田和徳は当社代表取締役を退任[3]。以後、恵庭開発の社長として、札幌ロイヤルホテルやセンチュリーロイヤルホテル経営の札幌国際観光の買収を手掛ける。
- 2008年3月 - 本社を名古屋市から東京都文京区小石川に移転する[4]。
- 2011年4月 - 共同印刷の子会社であった共同デジタル株式会社を吸収合併[5]。
- 2017年4月 - 共同印刷の子会社であった小石川プロセス株式会社を吸収合併[6]。